# Xã Jasper, Quận Crawford, Arkansas
Xã Jasper (tiếng Anh: Jasper Township) là một xã thuộc quận Crawford, tiểu bang Arkansas, Hoa Kỳ. Năm 2010, dân số của xã này là 2.495 người.